# CommanderKrieger
CommanderKrieger (bürgerlich: André Krieger; * 2. November 1979) ist ein deutscher Webvideoproduzent und Streamer. Sein YouTube-Kanal zählte in den 2010er Jahren zu den größten Gaming-Kanälen Deutschlands und wurde vor allem durch seine Commentaries, also unterhaltsame Kommentierungen von selbst erspielten oder von Fans eingereichten Videospielinhalten, bekannt. Diese Art von Videos, mit der zahlreiche weitere heute bekannte YouTuber ihre Karriere begonnen haben, hat CommanderKrieger im deutschen Sprachraum entscheidend mitgeprägt. Mittlerweile beschäftigt er sich in seinen Videos neben Videospielen auch mit Reisen, Fotografie, Tauchsport und Themen aus seinem Alltagsleben. Im Laufe der Jahre hat sich der Fokus dabei immer weiter zum Livestreaming auf der Plattform Twitch hin verschoben.

## Leben
Krieger wuchs in Meerbusch bei Düsseldorf auf. Nach seinem Dienst bei der Bundeswehr ging er nach Tel Aviv und machte dort eine Ausbildung zum Personenschützer. Er war mehr als sechs Jahre international als Personenschützer tätig und machte währenddessen eine Lehre zum Groß- und Außenhandelskaufmann. Durch eine Verletzung und Rehabilitation musste er seinen Beruf aufgeben und arbeitete anschließend als Regionalleiter für Google. Später machte Krieger eine Ausbildung in einem Casino und arbeitete danach in einem Duisburger Casino als Croupier und Dealer. Zuletzt arbeitete er als Croupier auf der AIDAluna. Seit Anfang der 2010er arbeitet er als selbstständiger Medienproduzent. Ende September 2024 erlitt Krieger einen Schlaganfall und ging offen mit seinem gesundheitlichen Zustand und dem daraus motivierten geplanten Lebenswandel um.

## Internetauftritt
Seit 2010 veröffentlicht Krieger unter dem Namen CommanderKrieger (Kurzform CK) auf seinem am 21. August 2010 erstellten YouTube-Kanal von ihm gespielte und kommentierte Aufnahmen zu diversen Videospielen, wobei er sich auf Ego-Shooter spezialisiert. Ursprünglich wollte er CptKrieger heißen, entschied sich aber nach Rücksprache mit einem anderen YouTuber zum Namen CommanderKrieger. Er wollte einen militärischen Dienstgrad in Verbindung mit seinem Nachnamen Krieger. Seine Vorliebe für Computerspiele entstand vergleichsweise spät zu Zeiten seiner Arbeit im Casino. Wegen der in der Branche üblichen unregelmäßigen Arbeitszeiten kam er oft erst früh morgens von der Arbeit und spielte mit seinen Arbeitskollegen Videospiele, um besser abschalten und entspannen zu können. Die Idee, einen eigenen YouTube-Kanal zum Thema Videospiele zu erstellen, war zum einen inspiriert durch Videos von anderen Gaming-YouTubern und zum anderen von der Intention, Tipps und Tricks zu sammeln und zu teilen. Die ersten Videos waren von ihm erstellte Aufnahmen von Call of Duty: Modern Warfare 2. Im Gegensatz zu klassischen Let’s Playern, die ein Spiel parallel zur Aufnahme kommentieren, kommentierte Krieger die aufgezeichneten Spiele meist hinterher. Neben dem eigentlichen Geschehen im Spiel sprach er dabei auch aktuelle Themen bezüglich Videospiele, YouTube und seinem Alltagsleben an und teilte seine Meinung dazu. Diese kurzweilige Variante des Gaming-Contents erfreute sich damals großer Popularität. Kriegers Kanal konnte so direkt zu Beginn ein großes Wachstum verzeichnen, wodurch er in dieser Pionierzeit der deutschen YouTube-Landschaft schnell zu den größten Kanälen zählte. Im März 2012, anlässlich des Erreichens von 100.000 Abonnenten, hielt Krieger daraufhin einen 24-stündigen Livestream ab, was damals ebenfalls eine Besonderheit darstellte.
Am 23. März 2013 strahlte MyVideo erstmals Let’s Play Poker, eine Live-Pokershow mit verschiedenen YouTubern aus, bei der CommanderKrieger zu Gast war und das Event gewann. Die Sendung wurde von PokerStars gesponsert und der Erlös einer Wohltätigkeitsorganisation gespendet. Auch bei der Fortsetzung im Juni 2013 Let’s Play Poker 2 war Krieger Teilnehmer, konnte seinen Titel aber nicht verteidigen.
Krieger kritisierte den Videoday 2013 wegen des für die Zielgruppe zu hohen Eintrittspreises und wurde daraufhin von weiteren YouTubern unterstützt. Der IDG-Verlag übergab auf der zeitgleich stattfindenden Gamescom Krieger und weiteren bekannten Let’s Playern, unter anderem Gronkh und Sarazar, vier Tage lang eine eigene Bühne, auf der diese individuelle Programme für ihre Fans vorbereiten und präsentieren konnten.
Kriegers YouTube-Kanal gehörte lange Zeit zu den populärsten deutschen YouTube-Kanälen in der Kategorie Gaming. Mit der Zeit verlagerte sich sein Fokus allerdings immer weiter zu Twitch-Livestreams und Videos über andere Themen. Ab 2016 hat Krieger vor allem den Tauchsport als Hobby für sich entdeckt, was sich auch in seinen Videos widerspiegelte. Neben diversen Videos von Tauchausflügen und über seine Ausrüstung und Erfahrungen, erschienen auch Dokumentationen über das Höhlentauchen zusammen mit Tauchlehrer Uwe Rath, und über den Weg eines Laien hin zum Tauchschein. Zeitweise bot Krieger auch Tauchreisen mit ihm für seine Zuschauer an.
Im Laufe der Zeit fing CommanderKrieger an, sich mit dem Thema Fotografie zu beschäftigen, insbesondere Wildtierfotografie, wozu er einige Videos veröffentlichte. Inspiriert von der Survivalshow 7 vs Wild versuchte er auch, eine Nacht alleine im Wald bei winterlichen Temperaturen zu überstehen, was er allerdings abbrechen musste. Ein weiteres seiner Projekte ist das Livestreaming vom Fahrrad, bei dem er seine Zuschauer auf seine Radtouren mitnimmt.
Auf seinem Twitch-Livestreamkanal sendet Commanderkrieger fast täglich und behandelt neben Alltagsthemen weiterhin Videospiele, u. a. Grand-Theft-Auto-V-Roleplays. Außerdem reagiert er auf andere Videos.